# دس ابوت
دس ابوت (انگلیسی: Des Abbott؛ زادهٔ ۱۰ ژانویهٔ ۱۹۸۶) ورزشکار هاکی روی چمن اهل استرالیا است.
وی در مسابقات کشوری و بین‌المللی در مجموع برندهٔ ۴ مدال طلا، ۱ مدال برنز شده‌است.